# Одеське юридичне товариство (1924)
Одеське юридичне товариство — юридичне товариство, засноване в Одесі 1924 року. Товариство проводило теоретичну діяльність наукового характеру; розробку питань юридичної практики; доповіді перед широкою аудиторією і випуск друкованої літератури для «популяризації права і юридичної освіти широких мас трудящих». Членами товариства були працівники судів, прокуратури, міліції, а також 4 представники професури.

## Заснування
До 1917 року в Одесі діяли три юридичних товариства: Юридичне товариство при імператорському Новоросійському університеті (1879—1885), Одеське юридичне товариство (1885—1892) і Товариство правознавства і державних знань при імператорському Новоросійському університеті (1913—1917). Після 1920 року Новоросійський університет було закрито і на його місці відкрито Інститут народного господарства. 1922 року радянська влада вирішила впорядкувати роботу наукових товариств, ухваливши положення про їх діяльність і в усіх місцевостях УСРР, де існували для цього необхідні умови, мали утворюватися наукові й науково-технічні товариства з метою взаємного обміну здобутими наслідками досліджень, розробки наукових питань й розповсюдження наукових знань. У грудні 1924 року була відновлена діяльність юридичного товариства в Одесі.

## Діяльність
Одеське юридичне товариство проводило теоретичну діяльність наукового характеру; розробку питань юридичної практики; доповіді перед широкою аудиторією і випуск друкованої літератури для «популяризації права і юридичної освіти широких мас трудящих». Членами товариства були працівники судів, прокуратури, міліції, а також 4 представники професури.
15 грудня 1924 на загальних зборах членів товариства було сформовано його завдання: залучення всієї маси працівників судів і науковців в роботу товариства. Для здійснення цього завдання було визнано важливим «максимально глибоке опрацювання окремих питань, пов'язаних з повсякденною роботою, щоб допомогти практичній роботі працівнику юстиції і цим самим підвищити інтерес і активну участь в роботі товариства».
Був складений план діяльності товариства, який містив такі положення:
1. теоретична діяльність наукового характеру;
2. розробка питань юридичної практики;
3. постановка доповідей перед широкою аудиторією і випуск друкованої літератури для популяризації права і юридичної освіти широких мас трудящих.

Найбільшу увагу було приділено теоретичному опрацюванню питань, які часто зустрічаються і викликають труднощі в судовій практиці.
Робота товариства була поділена на секції, що дало можливість поглиблено опрацьовувати питання. При товаристві діяли цивільна, кримінальна, адміністративна і публічно-правова секції. Кримінальна секція заслуховувала доповіді на теми: «Підробка за кримінальним кодексом», «Приховування за кримінальним кодексом», «Злочин і порушення», «Опорні питання застосування ст. 96 КК ». Адміністративна і публічно-правова секції присвятили свої засідання розбору проекту адміністративного кодексу, питанням адміністративного районування та багатьох інших питань. Найбільш цікаві доповіді читалися на пленарних засіданнях товариства. Всього до травня 1925 року було прочитано 26 доповідей, в обговоренні яких брала участь більшість членів товариства.
З грудні 1925 року в цивільній секції було 7 доповідей; в кримінальній відбулись доповіді на теми: «Вивчення особистості злочинця» і «Торгівля і спекуляція». Особливу увагу було приділено постановці вечорів-диспутів «Про шлюб та сім'ю». Найбільший вечір-диспут був влаштований 11 січня 1926 року спільно з шефським осередком редакції одеських «Известий» в театрі імені Шевченка. Після успіху першого вечора були організовані ще три аналогічних вечори в трьох районах міста. На загальних зборах товариства була прочитана доповідь на тему «Революційна законність і революційна доцільність».
Товариством з метою підняття юридичних знань місцевих радянських та партійних працівників були організовані юридичні гуртки. До травня 1925 року в Одеському окрузі налічувалося 12 юридичних гуртків, в деякі з них входили 30-37 членів, зокрема працівники народних судів, органів дізнання, земельних органів, а також партійні та професійні працівники. 
З метою юридичної освіти населення були видані ряд брошур: «Народні засідателі», «Сільські виконавці», «Керівництво для низових працівників», «Революційна законність на селі», «Прокурор - страж закону», «Права кустарів та їх об'єднань».